# Лявля
Лявля — река в России, протекает в Лявленском сельском поселении Приморского района Архангельской области. Берёт начало в лесной болотистой местности. Устье реки находится в 71 км по правому берегу реки Северная Двина, в 30 км от Архангельска. Длина реки составляет 13 км.
Имеет несколько небольших притоков, в водосборный бассейн входят озёра Ползуново и Гусельное.
В верхнем течении реку пересекает мост железнодорожной ветки «Архангельск — Лодьма — Карпогоры», в нижнем — мост автодороги «Архангельск — Пинега — Мезень».
В устье реки находятся деревни Лявленского сельского поселения: Хорьково, Новинки, Бор, Зачапино, Ершовка.
Система водного объекта: Северная Двина → Белое море.

## Данные водного реестра
По данным государственного водного реестра России относится к Двинско-Печорскому бассейновому округу, водохозяйственный участок реки — Северная Двина от впадения реки Вага и до устья, без реки Пинега, речной подбассейн реки — Северная Двина ниже места слияния Вычегды и Малой Северной Двины. Речной бассейн реки — Северная Двина.
Код объекта в государственном водном реестре — 03020300412103000039319.